# Victor Fontan
Victor Fontan (Pau, 18 de junio de 1892 - Saint Vincent, 2 de enero de 1982) fue un ciclista francés que destacó durante los años veinte del siglo XX.

## Biografía
De pequeño, su familia se estableció a Nai, proveniente de su Pau natal. Tuvo una larga carrera deportiva, primero destacando a nivel regional y más tarde al Tour de Francia. El 1913 consiguió los primeros éxitos, pero la Primera Guerra Mundial comportó una parada en su progresión. Al acabar la contienda, se convirtió en el mejor ciclista del suroeste de Francia, acumulando victorias, pero se mostró poco propenso a ir a correr lejos de casa suya: su participación en el Tour de Francia de 1924, en cuanto que corredor aislado, fue fugaz.
Hubo que esperar al 1926 porque Fontan demostrara su clase internacional: ganó la Vuelta en Cataluña. El año siguiente volvió a ganarla (1927) y  añadió la Vuelta en Euskadi ante los mejores ciclistas del momento: André Leducq y Nicolas Frantz.
El 1928, a los 36 años, participó en el Tour de Francia acabando en 7a posición y ganando dos etapas. Al Tour de Francia de 1929 fue uno de los favoritos, y lo demostró consiguiendo el maillot amarillo en la etapa de Luchon, pero el día siguiente rompió la bicicleta. El reglamento de la época lo obliga a repararla a solas. Avanzado por todos los rivales, abandonó la cursa.

## Palmarés
1913
- Tolosa-Burdeos

1923
- Vuelta a Corrèze
- Tour del Suroeste
- Vuelta a Guipuzkoa

1926
- Volta a Cataluña , más 3 etapas
- Burdeos-La Rochelle
- San Pedro de Irún

1927
- Volta a Cataluña , más 2 etapas
- Vuelta en el País Vasco, más 1 etapa
- Circuito de Midi
- Circuito de Bearne, más 2 etapas
- Vuelta a Astilla

1928
- - 2 etapas al Tour de Francia

1929
- - Pequeño Tour del Sudeste

1930
- Vuelta a Corrèze
- Gran Premio de la cota de Plata

### Resultados al Tour de Francia
- 1924. Abandona (5ª etapa)
- 1928. 7º de la clasificación general y vencedor de 2 etapas
- 1929. Abandona (10.ª etapa)
- 1930. Abandona (9ª etapa)

### Resultados del Giro de Italia
- 1928. 4º de la clasificación general